# La Noce et l'Enterrement
La Noce et l'Enterrement est une pièce d'Alexandre Dumas, Espérance-Hippolyte Lassagne et Gustave Vulpian publiée en 1826.